# Каменка (Гурьевский район)
Ка́менка — посёлок в Луговском сельском поселении Гурьевского городского округа Калининградской области, примерно в 9 км от Калининграда.

## География
Посёлок расположен в западной части Калининградской области, на северном берегу водоёма под названием «Второе озеро Каменка», примерно в 7 км к востоку от восточной границы застройки областного центра, города Калининграда. До районного центра, города Гурьевска — 14,3 км на северо-запад по прямой.

## История

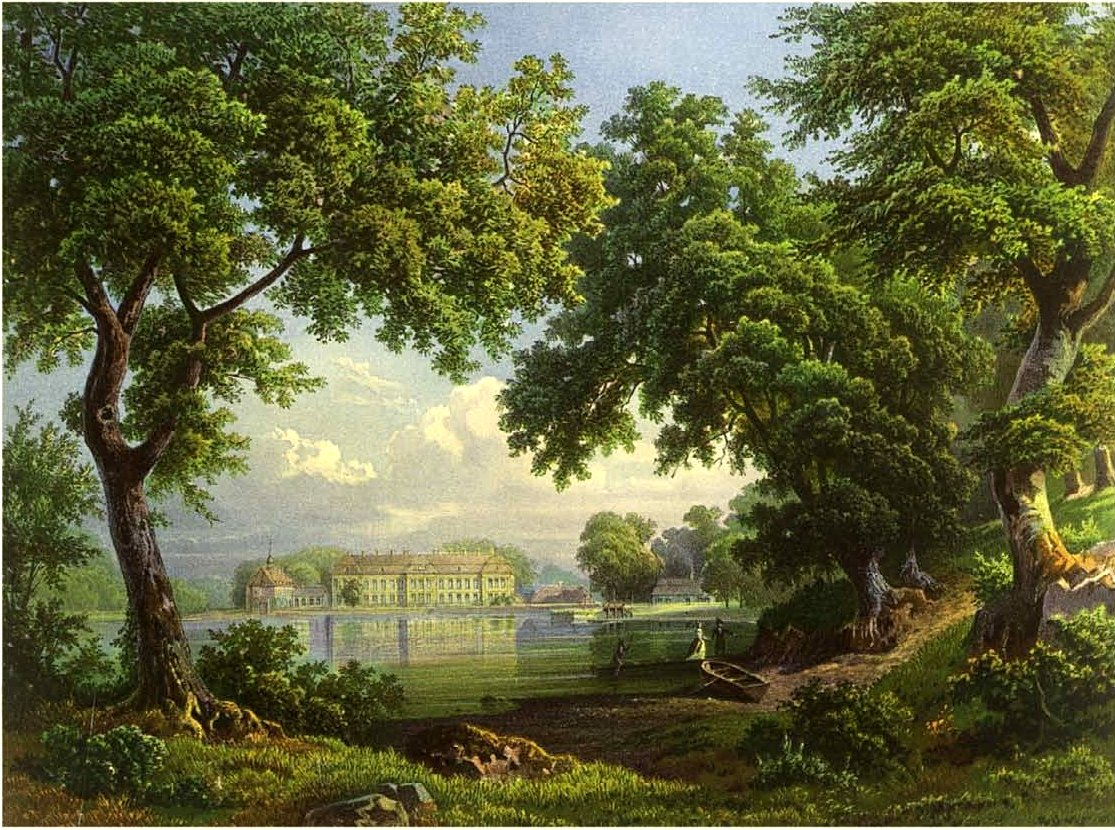
Усадьба Фридрихштейн на картине Дункера

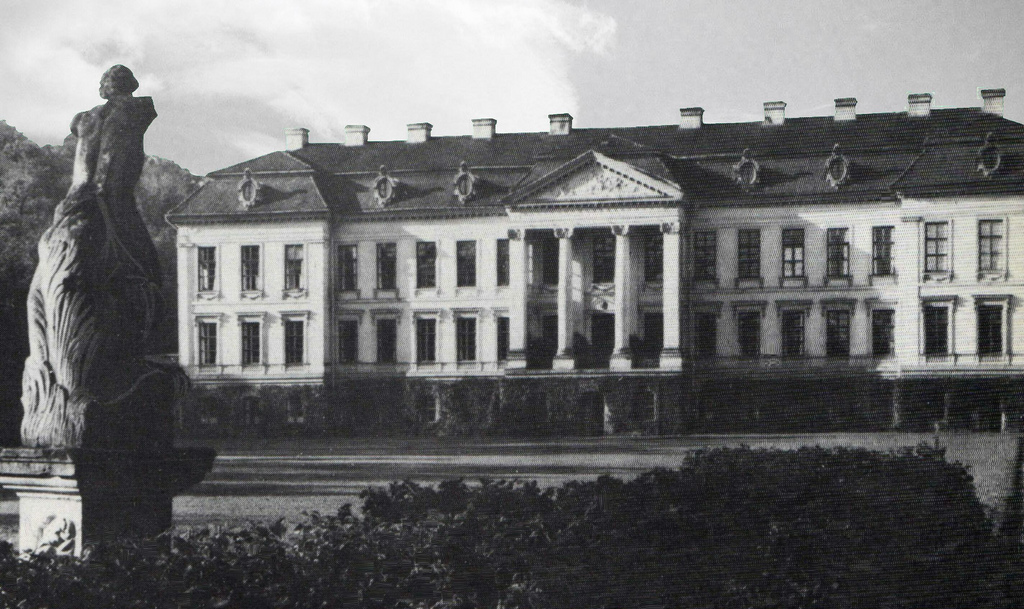
Дворец Дёнхофов в 1927 году

Населённый пункт относится к исторической области Натангия. Известен с 1379 года как имение Кеккштейн.
В 1597 году хозяином Кеккштейна стал Ганс Якоб из рода Вальдбургов. В 1666 году имение, переименованное во Фридрихштейн, приобрёл граф Фридрих фон Денгоф. Фридрихштейн оставался во владении Денгофов до конца Второй мировой войны.
В 1709-14 гг. граф Отто Магнус фон Денгоф строит по проекту Жана де Бодта великолепный дворец, один из лучших на землях прусской короны. Во время наступления Красной армии дворец полностью выгорел (26 января 1945 года) и был окончательно снесён в 1957 году.
По итогам Второй Мировой войны посёлок передан в состав СССР вкупе со всей северной частью Восточной Пруссии. В 1947 году Фридрихштайн был переименован в поселок Каменку.
По состоянию на начало XXI века в Каменке сохранилось несколько старых жилых домов.

## Население
| 2002 | 2010 |
| ---- | ---- |
| 21   | ↘17  |

## Люди, связанные с поселением
С населённым пунктом и родовым замком Фридрихштейн, которым на протяжении ряда лет владел род Дёнгофов, связаны известные персоны:
- Умер Август Карл фон Денгоф-Фридрихштейн (1845—1920) — прусский аристократ, политический деятель, дипломат.
- Родилась Ма́рион Дёнгоф (1909—2002) — журналистка, публицистка, «гранд-дама политической журналистики ФРГ».